# ۸ شوال
۸ شوال، هشتمین روز ماه شوال در تقویم هجری قمری است.
در تقویم هجری قمری قراردادی این روز دویست و هفتاد و چهارمین روز سال است.

## رویدادها
- ۱۳۴۳ (قمری) - یوم الهدم ویران کردن قبور ائمه بقیع توسط وهابیان.